# Мроз, Брэндон
Брэндон Мроз (англ. Brandon Mroz; род. 22 декабря 1990, Сент-Луис, Миссури) — американский фигурист, выступавший в одиночном катании. Серебряный призёр чемпионата США (2009) и Гран-при Китая (2010), бронзовый призёр Гран-при Франции (2010), участник чемпионата мира (2009).
Мроз стал первым в истории фигуристом, чисто исполнившим четверной лутц на соревнованиях. По состоянию на апрель 2009 года занимал тринадцатое место в рейтинге Международного союза конькобежцев.

## Карьера
Мать Брэндона занималась синхронным фигурным катанием. Мроз начал кататься на коньках в возрасте трёх с половиной лет. С 2002 по 2004 год тренировался у Дага и Мишель Ли в Барри, Онтарио. В 2005 году переехал в Колорадо-Спрингс к тренеру Тому Закрайшеку, который тренировал его до конца карьеры.
В сезоне 2003/2004 Брэндон прошёл квалификацию для участия в чемпионате США, где стал седьмым среди новичков (англ. novice). В следующем же сезоне он не смог отобраться на этот турнир. В сезоне 2005/2006 Мроз снова отбирается на чемпионат США, и там, занимает второе место среди новичков проиграв Элиоту Халверсону (англ. Eliot Halverson).
В сезоне 2006/2007 Мроз дебютировал в качестве юниора. Он отобрался в финал юниорского Гран-при, где стал вторым вслед за тем же Халверсоном. Затем на чемпионате мира среди юниоров 2007 будучи седьмым после исполнения короткой программы, стал вторым в произвольной, в итоге поднявшись на четвёртое место.
В сезоне 2007/2008 остался в юниорах как на национальном, так и на международных уровнях. Он выиграл два этапа юниорского Гран-при, в финале снова стал вторым. Также завоевал серебро на юниорском чемпионате США и снова финишировал четвёртым на чемпионате мира среди юниоров.
В сезоне 2008/2009 Мроз дебютировал на взрослом уровне. Он участвовал в турнирах серии Гран-при, став седьмым на Гран-при Канады и пятым на этапе во Франции. На чемпионате США стал вторым вслед за Джереми Эбботтом и обыграл более опытных Эвана Лайсачека и Джонни Вейра. На чемпионате мира занял девятое место.
В сезоне 2009/2010 занял шестое место на национальном чемпионате, четвёртое — на чемпионате четырёх континентов, также выступал на этапах Гран-при в США и России, где занял восьмое и седьмое места соответственно.
Осенью 2010 года, на этапе Гран-при в Китае, финишировав вторым. Позже выступил на Гран-при Франции, где завоевал бронзу. На чемпионате США занял седьмое место, вследствие чего не попал в состав сборной на главные старты сезона.
В 2011 году изучил четверной лутц, который до него на соревнованиях пытались выполнить только Майкл Вайс и Евгений Плющенко. Вайс приземлился на две ноги, из-за чего его попытка не могла быть засчитана как успешная, россиянин Плющенко упал при приземлении лутца в четыре оборота. На местных соревнованиях в Колорадо-Спрингс Мроз чисто исполнил четверной лутц впервые в истории. На Гран-при Японии 2011 он вновь приземлил этот прыжок, став первым фигуристом,сделавшим это на соревнованиях под эгидой Международного союза конькобежцев. Несмотря на исполнение сложных элементов, на двух этапах Гран-при, где он участвовал, занял последнее место.
В январе 2012 года занял четырнадцатое место на чемпионате США. На двух последующих национальных чемпионатах финишировал на девятой строчке, после чего завершил соревновательуню карьеру.

## Результаты
| Соревнования                | 03/04         | 05/06         | 06/07         | 07/08         | 08/09         | 09/10         | 10/11         | 11/12         | 12/13         | 13/14         |
| Международные               | Международные | Международные | Международные | Международные | Международные | Международные | Международные | Международные | Международные | Международные |
| --------------------------- | ------------- | ------------- | ------------- | ------------- | ------------- | ------------- | ------------- | ------------- | ------------- | ------------- |
| Чемпионат мира              |               |               |               |               | 9             |               |               |               |               |               |
| Четыре континента           |               |               |               |               | 8             | 4             |               |               |               |               |
| Гран-при Франции            |               |               |               |               | 5             |               | 3             |               |               |               |
| Гран-при Китая              |               |               |               |               |               |               | 2             |               |               |               |
| Гран-при Японии             |               |               |               |               |               |               |               | 9             |               |               |
| Гран-при России             |               |               |               |               |               | 7             |               | 9             |               |               |
| Гран-при США                |               |               |               |               |               | 8             |               |               |               |               |
| Гран-при Канады             |               |               |               |               | 7             |               |               |               |               |               |
| Международные среди юниоров |               |               |               |               |               |               |               |               |               |               |
| Чемпионат мира              |               |               | 4             | 4             |               |               |               |               |               |               |
| Финал Гран-при              |               |               | 2             | 2             |               |               |               |               |               |               |
| Гран-при Австрии            |               |               |               | 1             |               |               |               |               |               |               |
| Гран-при Германии           |               |               |               | 1             |               |               |               |               |               |               |
| Гран-при Мексика            |               |               | 2             |               |               |               |               |               |               |               |
| Гран-при Тайваня            |               |               | 1             |               |               |               |               |               |               |               |
| Triglav Trophy              |               | 1             |               |               |               |               |               |               |               |               |
| Национальные                |               |               |               |               |               |               |               |               |               |               |
| Чемпионат США               |               |               |               |               | 2             | 6             | 7             | 14            | 9             | 9             |
| ЧСША среди юниоров          |               |               | 2             | 2             |               |               |               |               |               |               |
| ЧСША среди новичков         | 7             | 2             |               |               |               |               |               |               |               |               |